# Felben-Wellhausen
Felben-Wellhausen ist eine Ortschaft und eine politische Gemeinde im Bezirk Frauenfeld des Schweizer Kantons Thurgau. Die Gemeinde entstand 1983 und war bis 2002 eine Einheitsgemeinde.

## Geographie
Die beiden Dörfer Felben und Wellhausen sind durch die Bahnlinie Winterthur–Romanshorn mit dem Bahnhof Felben-Wellhausen getrennt und liegen an den Kantonsstrassen von Frauenfeld nach Kreuzlingen (Felben) bzw. Weinfelden (Wellhausen). Ausser diesen beiden Dörfern liegen auf dem Gemeindegebiet die Weiler Römerstrasse und Gutenberg sowie Wellenberg beim gleichnamigen Schloss.

## Geschichte
Die heutige Gemeinde entstand 1983 als Einheitsgemeinde durch Vereinigung der Munizipalgemeinde Felben mit ihren Ortsgemeinden Felben und Wellhausen.
→ siehe auch Abschnitt Geschichte im Artikel Felben TG

→ siehe auch Abschnitt Geschichte im Artikel Wellhausen TG

## Wappen

Felben

Wellhausen

Einheitsgemeinde

Blasonierung: Geteilt von Rot mit weisser Weide und von Gelb mit gefugter schwarzer Burg mit offenem Tor und zwei gezinnten Türmen.
Das heutige Gemeindewappen ging 1983 aus der Verschmelzung der von den früheren Ortsgemeinden geführten Wappen hervor, was auch das künftige Zusammengehen symbolisieren sollte. Die Verwendung von Rot und Weiss geht zurück auf die Zeit vor 1798, als Felben noch unter der Stadt Frauenfeld stand. Die Burg im unteren Teil deutet auf die ehemalige Zugehörigkeit zum Schloss Wellenberg hin. Die Farben sind ebenfalls die der Herren von Wellenberg.

## Bevölkerung
| Die zur Anzeige dieser Grafik verwendete Erweiterung wurde dauerhaft deaktiviert. Wir arbeiten aktuell daran, diese und weitere betroffene Grafiken auf ein neues Format umzustellen. (Mehr dazu) |

|                          | 1850 | 1900 | 1900 | 1950 | 1980 | 1990 | 2000 | 2010 | 2018 | 2023 |
| ------------------------ | ---- | ---- | ---- | ---- | ---- | ---- | ---- | ---- | ---- | ---- |
| Politische Gemeinde      |      |      |      |      |      | 1550 | 2145 | 2477 | 2836 | 3172 |
| Munizipalgemeinde Felben | 479  | 573  | 573  | 778  | 1161 |      |      |      |      |      |

Von den insgesamt 3172 Einwohnern der Gemeinde Felben-Wellhausen am 31. Dezember 2023 waren 681 bzw. 21,5 % ausländische Staatsbürger. 1012 (31,9 %) waren evangelisch-reformiert und 865 (27,3 %) römisch-katholisch.

## Wirtschaft
2000 gab es noch 14 Landwirtschaftsbetriebe; 1996 stellte die Käserei den Betrieb ein. 2000 bot die Buchbindereimaschinenfabrik Müller Martini rund 480 Arbeitsplätze.
Im Jahr 2016 bot Felben-Wellhausen 747 Personen Arbeit (umgerechnet auf Vollzeitstellen). Davon waren 5,4 % in der Land- und Forstwirtschaft, 59,8 % in Industrie, Gewerbe und Bau sowie 34,9 % im Dienstleistungssektor tätig.

## Bilder
→ siehe Abschnitt Bilder im Artikel Wellhausen TG

## Persönlichkeiten
- Joachim Leonz Eder (1772–1848), Jurist und Politiker
- Conrad Keller (1848–1930), Schweizer Zoologe
- Jonas Hiller (* 1982), Schweizer Eishockeyspieler